# Бернардас Бразджіоніс
Бернардас Бразджіоніс (лит. Bernardas Brazdžionis; 2 лютого 1907, с. Стебейкяй, нині Пасваліський район Литви — 11 липня 2002, Лос-Анджелес) — литовський поет і критик.

## Біографія
З однорічного віку разом з батьками жив у США (1908—1914). Повернувшись до Литви, в 1921-1929 навчався в гімназії в Біржаї.
У 1929—1934 навчався в каунаському Литовському університеті. Після закінчення викладав на різних курсах в різних навчальних закладах.
Редагував «Летувос студентас» («Lietuvos studentas», 1933), «Атейтес спіндуліс» («Ateities spinduliai», 1932—1940), «Прадальгес» («Pradalgės», 1934—1935). Входив разом з П. Цвіркою, Й. Шимкусом, А. Вайчюлайтісом до редколегії журналу «Діеновідіс» («Dienovidis», 1938) під редакцією В. Міколайтіса-Путінаса. З 1937 році працював у видавництві «Сакалас», з 1940 року в Музеї Майроніса.
З наближенням совєцьких частин до Литви в 1944 виїхав до Німеччини. З 1949 жив у США — в Бостоні, з 1955 року в Лос-Анджелесі. Був редактором відділу всесвітньої літератури в багатотомній «Литовській енциклопедії» («Lietuvių enciklopedija»). У 1989 році зміг вперше після багаторічної перерви повернутися до Литви.
Прийом національному співакові в ситуації підйому національно-визвольного руху був наданий практично як полководцеві, котрий виграв війну. Тріумфальному поверненню до Литви і в литовського літературного життя присвячені альбом «Poetas B. Brazdžionis grįžta į Lietuvą» і документальний фільм Альгірдаса Тарвідаса «Повернення» («Bernardas Brazdžionis. Sugrižimas», 1997). Після 1989 щорічно приїжджав до Литви.
Помер в США 11 липня 2002. 28 липня труна із забальзамованим тілом поета літаком була доставлена до Вільнюса. У відспівуванні в кафедральному соборі Св. Станіслава у Вільнюсі 29-30 липня брали участь єпископ Юозас Тунайтіс, монсеньйор Альфонсас Сварінскас, вільнюський архієпископ кардинал Аудріс Юозас Бачкіс. У прощанні з поетом в Каунасі брало участь до 4 тисяч чоловік з різних міст Литви та інших країн, президент Валдас Адамкус, єпископи, члени уряду, депутати парламенту, письменники.
Похований на Пятрашюнському цвинтарі в Каунасі.

## Творчість
Дебютував у пресі, опублікувавши в 1924 перший вірш в журналі «Павасаріс» («Pavasaris», укр. «Весна»). Першу збірку поезії (спільно з К. Аукштікальнісом) випустив у 1926. Першу зрілу збірку «Амжінас Жідас» («Amžinas Žydas», укр. «Вічний Жид», 1931). За збірку «Знамення і чудеса» («Ženklai ir stebuklai») отримав премію видавництва «Сакалас» (1937). За книгу поезії «Місто князів» («Kunigaikščių miestas») удостоєний Державної премії (1940). Вірші включалися до антології «Перше десятиріччя» («Pirmasis dešimtmetis», 1929), «Другі вінки» («Antrieji vainikai», 1936) та ін. Брав участь в неокатолицькому авангардистському альманасі «Гранітас» («Granitas», укр. «Граніт», 1930).
На литовську мову перекладав вірші Генріха Гейне, Й. В. Гете та інших поетів. Вірші для дітей публікував під псевдонімом Vytės Nemunėlis. Використовував псевдоніми B. Nardis Brazdžionis, J. Braz., Jaunasis Vaidevutis, J. Brazaitis, J. Steibekis. Критичні статті під псевдонімом Йонас Бразайтіс друкував в журналах «Жідініс» («Židinys»), «Науйойи Ромува» («Naujojoji Romuvoja»), «Вайрас» («Vairas»).
Під час німецької окупації виступив з антисовєцькими віршами. Укладач і редактор літературного літопису «Literatūros metraštis su kalendorium 1942 metams». На еміграції редагував літопис литовської літератури у вигнанні «Tremties metai» (1947), газету для дітей «Еглуте» («Eglutė», тобто «Ялинка»; 1949-1950). Брав участь в литовських емігрантських періодичних виданнях.
На еміграції писав патріотичні вірші і розвивав колишні мотиви скитальництва, мандрів, пофарбовані біблійною символікою. Як найбільш яскравий представник покоління, що увійшло до літератури в незалежній Литві продовжив творчість на еміграції, набув значення історичної постаті і символу духовного опору. Видав у США збірку «Повний місяць поезії» («Poezijos pilnatis», 1970), куди увійшли вірші з дванадцяти книг, в 1989, коли в Литві набирав силу рух до незалежності, на батьківщині поета був перевиданий тиражем в 100 тис. екземплярів — якщо не небувалим, то рідкісним для книги поезій в країні з населенням біля 3 млн. Його тріумфальному поверненню до Литви і до литовського літературного життя присвячений Документальний фільм Альгірдаса Тарвідаса «Повернення» («Bernardas Brazdžionis. Sugrižimas», 1997).

## Нагороди і звання
Нагороджений Командорським хрестом Ордена великого князя литовського Гедімінаса (1993) і Великим хрестом Ордена великого князя литовського Гедімінаса (1998). 21 вересня 1995 йому було присвоєне звання почесного громадянина Каунаса.

## Видання
- Verkiantis vergas. Poema. Marijampolė, 1928. 72 p.
- Amžinas Žydas. Eilėraščiai. Kaunas, 1931. 127 p.
- Krintančios žvaigždės. Kaunas, 1933. 78 p.
- Ženklai ir stebuklai. Eilėraščiai. Kaunas, 1936. 96 p.
- Kunigaikščių miestas. Eilėraščiai. Kaunas, 1939. 126 p.
- Kunigaikščių miestas. -asis pataisytas leid. Eilėraščiai. Kaunas, 1940. 126 p.
- Pirmieji žingsniai. 1940.
- Šaukiu aš tautą. 1941.
- Iš sudužusio laivo. 1940—1941.
- Viešpaties žingsniai. 1943.
- Svetimi kalnai. 1945.
- Šiaurės pašvaistė. 1947.
- Tremties metai. 1947.
- Per pasaulį keliauja žmogus. 1949.
- Didžioji kryžkelė. 1953.
- Vidurdienio sodai. 1961.
- Poezijos pilnatis. Los Angeles: Lietuvių dienos, 1970. 592 p.
- Po aukštaisiais skliautais. 1989.
- Tarp žemės ir dangaus. 1992.
- Pavasario kelionė. 1992.
- Kas šviečia virš galaktikų visų. Vilnius: Lietuvos rašytojų sąjungos leidykla, 2004. 147 p. ISBN 9986-39-338-8.
- Vaidila Valiūnas. 1956—1983.
- Lietuvių beletristikos antologija. 1957.
- Petras Karuža. 1984.

### Для дітей
- Mažųjų pasaulis. Eilėraščiai vaikams. Kaunas, 1931. 50 p.
- Drugeliai. Eilėraščiai vaikams. Kaunas, 1934. 63 p.
- Kiškio kopūstai. Eilėraščiai vaikams. Kaunas, 1936. 64 p.
- Algirdukas Pupuliukas ir Kazytė jo sesytė
- Laiško kelionė Argentinon. 1938.
- Vyrai ir pipirai. 1938.
- Meškiukas Raudnosiukas. Poema. Kaunas, 1939. 20 p.
- Purienos. Eilėraščiai mažiems. Kaunas, 1939. 64 p.
- Dėdė Rudenėlis. 1941.
- Gintaro Kregždutė. 1943.
- Pavasario upeliai. 1944.
- Kalėdų senelis. 1944.
- Tėvų nameliai. 1945.
- Mažoji abėcėlė. 1946.
- Pietų vėjelis.
- Lietuvių tėvynei. 1952.
- Po tėvynės dangum. 1952.
- Mažųjų dienos. 1984.

### Іншими мовами
- Tysiąc obrazów / tr. by M. Stempkowska. Kaunas: Šviesa, 1992. 239 p.
- Roads and Crossroads: selected poems / tr. by Živilė Gimbutas, Birutė Putrius-Serota, Jūra Avižienis, Algirdas Žolynas, Aušra Kubilius, Auksuolė Rubavičiūtė, Demi Jonaitis. Chicago: Vydūno fondas, 2003.